# Sötétcsőrű verébpapagáj
A sötétcsőrű verébpapagáj (Forpus modestus), korábban Sclater-verébpapagáj, a madarak osztályának papagájalakúak (Psittaciformes) rendjébe és a papagájfélék (Psittacidae) családjába tartozó faj.

## Rendszerezése
A fajt Jean Cabanis német ornitológus írta le 1849-ben, a Psittacula nembe Psittacula modesta néven. Szerepel Forpus sclateri néven is.

## Alfajai
- Forpus modestus modestus (Cabanis, 1848)
- Forpus modestus sclateri (G. R. Gray, 1859)[2]

## Előfordulása
Brazília, Bolívia, Ecuador, Francia Guyana, Kolumbia, Guyana, Peru és Venezuela területén honos. Természetes élőhelyei a szubtrópusi és trópusi síkvidéki esőerdők és száraz erdők. Állandó, nem vonuló faj.

## Megjelenése
Testhossza 13 centiméter.

## Természetvédelmi helyzete
Az elterjedési területe rendkívül nagy, egyedszáma pedig stabil. A Természetvédelmi Világszövetség Vörös listáján nem fenyegetett fajként szerepel.